# 학창시절
"학창시절"은 한국에서 제작된 최현민 감독의 1976년 영화이다. 조재성 등이 주연으로 출연하였고 김인동 등이 제작에 참여하였다.

## 출연

### 주연
- 조재성
- 김미영
- 서희